# Coccoloba caesia
Coccoloba caesia là một loài thực vật có hoa trong họ Rau răm. Loài này được Ekman mô tả khoa học đầu tiên năm 1927.